# Méry-sur-Marne
Méry-sur-Marne è un comune francese di 675 abitanti situato nel dipartimento di Senna e Marna nella regione dell'Île-de-France.

## Società

### Evoluzione demografica
Abitanti censiti